# Обухов, Михаил Евлампиевич
Михаил Евлампиевич Обухов (1 [13] ноября 1867, Воткинский завод, Вятская губерния — не ранее 1946, Китай) — русский офицер, участник Первой мировой и гражданской войн. Полковник РИА, генерал-майор Белой армии.

## Биография
Родился 1 ноября 1867 года в православной семье в Воткинском заводе Вятской губернии в семье служащего Камско-Воткинского металлургического завода Евлампия Обухова.Умер в 1971г.в Иркутской области. Отец закончил Воткинское окружное училище. Старший брат Александр (1864—1948) в будущем станет главой Екатеринбурга в 1908—1917 годах.
После общего домашнего образования, 3 ноября 1885 года, вступил в военную службу вольноопределяющимся в 87-й пехотный резервный батальон 19-й местной бригады. По окончании в 1889 году Казанского пехотного юнкерского училища, в 1890 году был произведён в офицеры в 90-й пехотный резервный батальон. Подпоручик с октября этого же года. С 7 октября 1891 года служил в Спасском пехотном резервном батальоне. Поручик с 20 октября 1894 года. Батальонный казначей и делопроизводитель по хозяйственной части, штабс-капитан с мая 1900 года. Некоторое время исполнял должность батальонного квартирмейстера. В 1905 году Михаил Обухов был переведен в пулеметную роту 2-й Сибирской стрелковой дивизии. Начальник пулеметной команды 13-го стрелкового полка с января 1907 года, командир роты с ноября этого же года. Звание капитана получил в 1908 году. В 1910 году вместе с 13-м стрелковым полком находился в Одессе.
Участник Первой мировой войны. Был командиром 8-й роты 13-го стрелкового полка 4-й «Железной» стрелковой бригады в составе 8-й армии. За отличия в боях в 1915 году был произведен в подполковники, командовал батальоном. Полковник с 1916 года. При начале Брусиловского прорыва его батальон 23 мая 1916 года под сильным огнём прорвал три укреплённых рубежа обороны австро-венгерских войск, захватив 6 орудий и 621 пленных, за что награждён орденом Святого Георгия. В бою 15 августа 1916 года Обухов был тяжело ранен в ногу осколком гранаты с раздроблением кости и эвакуирован в Киев. Летом 1917 прибыл в отпуск в Екатеринбург, где в июле месяце принял командование стоявшим в Екатеринбурге 126-м пехотным запасным полком. По требованию Екатеринбургского Совета 28 октября 1917 был отстранён от командования, арестован, лишен всех чинов. После освобождения уволен из армии, жил в Екатеринбурге.
Участник Гражданской войны в России. В августе 1918 года по приказу командира Уральского отдельного корпуса войск Временного Сибирского правительства генерал-лейтенанта М. В. Ханжина Обухов приступил к формированию 6-го Уральского кадрового горно-стрелкового полка, который в декабре 1918 года был переименован в 46-й Исетский стрелковый полк. В его составе воевал на Уфимском фронте в составе 12-й Уральской стрелковой дивизии войск А. В. Колчака. За отличие в боях был произведен в генерал-майоры (14.02.1919). В 1919 году временно исполнял должность командира бригады этой же дивизии. В 1920 году состоял для поручений при командующем Дальневосточной армии генерал-лейтенанте Г. М. Семёнов, был председателем думы Георгиевских кавалеров при штабе армии. Летом 1920 года эмигрировал в Китай. 
Жил в Харбине, с сентября 1920 года работал на Китайско-Восточной железной дороге (сторож, кладовщик, письмоводитель, конторщик-табельщик, счетовод). Активно участвовал в общественной жизни русской военной эмиграции на Дальнем Востоке, состоял в Союзе Георгиевских кавалеров, Харбинском отделении РОВС, Объединении воспитанников Казанского военного училища, Монархическом объединении в Маньчжурии.  В 1931 году был уволен с КВЖД по сокращению штатов, после чего трудился сторожем на кладбище, затем с 1935 года занимался переплётом бухгалтерских документов. С 1932 года состоял в «Союзе русских военных инвалидов в Маньчжоу-Го», стал членом его правления, а в 1933 году — председателем правления, занимая эту должность до прихода советских войск в Харбин в августе 1945 года. В 1945 году, при освобождении Маньчжурии от японцев, с М. Е. Обуховым встречалась Вера Чернышева — начальник отдела госархивов Управления НКВД по Хабаровскому краю, командированная в Маньчжурию. И после чего, по некоторым сведениям, в сентябре 1945 года был репатриирован в СССР органами СМЕРШ, осужден трибуналом Забайкальского военного округа по литере «ПШ» в пользу Японии[уточнить], и «приговорен к высшей мере социальной защиты».
М. Е. Обухов был женат на Марии Ивановне Фриде (в первом браке — Динзе, происходила из Эльзас-Лотарингии), у них родились дети — Павел (в 1896 году) и Ольга (в 1902 году).
Точное место и время его смерти неизвестны.

## Награды
Был награждён:
- 1908 — орден Святого Станислава 3-й степени;
- 1910 — орден Святой Анны 3-й степени;
- 3.02.1914 — орден Святого Станислава 2-й степени;
- 1915 — мечи и бант к ордену Святой Анны 3-й степени;
- 1915 — орден Святой Анны 4-й степени с надписью «За храбрость»;
- 1915 — мечи к ордену Святого Станислава 2-й степени;
- 1916 — орден Святой Анны 2-й степени с мечами;
- 1916 — орден  Святого Владимира 4-й степени с мечами и бантом;
- 4.03.1917 — орден Святого Георгия 4-й степени;
- 1917 — орден  Святого Владимира 3-й степени с мечами;
- ряд медалей Российской империи.